# Harun
För andra betydelser, se Harun (olika betydelser).
Harun eller Haroon (arabiska: هارون) är en islamisk profet omnämnd flera gånger i Koranen. I Bibeln är han känd som Aron som var Moses äldre bror.
Enligt berättelser i Bibeln och Koranen följer Aron ofta med Moses. Båda narrativen beskriver hur Gud erbjöd Moses hans broder Aron som hans talesman. Men Aron spelar en mindre aktiv roll i dessa texter än hans broder Moses. Dock spelar Aron en betydelsefull roll inför faraon.